# Wedding Planner – Verliebt, verlobt, verplant
Wedding Planner – Verliebt, verlobt, verplant (Originaltitel: The Wedding Planner) ist eine US-amerikanische Filmkomödie aus dem Jahr 2001. Die Regie führte Adam Shankman, das Drehbuch schrieben Michael Ellis und Pamela Falk. Die Hauptrollen spielten Jennifer Lopez und Matthew McConaughey.

## Handlung
Am Anfang des Films sieht man die siebenjährige Mary Fiore, die mit den Barbie-Puppen Hochzeit spielt. Viele Jahre später arbeitet sie als eine erwachsene Frau in San Francisco für ein Unternehmen, das Hochzeitsfeierlichkeiten organisiert. Sie managt Krisensituationen wie ein Verschwinden des Vaters der Braut kurz vor der Hochzeit.
Marys Vater macht sich Sorgen, sie würde niemals heiraten. Er will ihr den Italiener Massimo vermitteln, den Mary bereits als Kind kennenlernte und nicht mochte.
Eines Tages klemmt der Absatz ihres Schuhs im Loch eines Gullydeckels, als sie eine Straße überquert. Ein großer Müllcontainer rollt die Straße herunter direkt auf Mary zu. Im letzten Augenblick wird sie von einem fremden Mann gerettet. Mary wird ohnmächtig und wacht auf der Kinderabteilung eines Krankenhauses wieder auf. Ihr Retter, Steve Edison, ist dort der leitende Arzt. Später verbringen Mary und Steve einen romantischen Abend in einem Park.
Mary bekommt einen neuen Auftrag von den Eltern der Braut Francine Donolly, die einer der früheren Hochzeiten beigewohnt haben. Es stellt sich heraus, dass Steve der Bräutigam sein soll. Mary fühlt sich betrogen, wütend erinnert sie ihn an die romantischen Augenblicke im Park.
Francine, Steve und Mary besichtigen einen Weingarten, in dem die Hochzeit stattfinden soll. Dort erscheint Massimo, der behauptet, mit Mary verlobt zu sein. Da Mary auf Steve sauer ist, berichtigt sie dies zuerst nicht. Die Eltern der Braut entscheiden später, die Hochzeit in einen Park zu verlegen.
Francine verreist geschäftlich für eine Woche, den Rest der Vorbereitungen sollen Steve und Mary übernehmen. Dabei kommen sie sich näher. Mary und Steve treffen zufällig einen früheren Freund von Mary, den seine schwangere Ehefrau begleitet. Mary erzählt Steve, dass sie vor Jahren ihren Freund beim Sex mit der Frau erwischte. Sie ist danach niedergeschlagen, Steve tröstet sie. Er fragt sie, bevor er geht, ob sie sich auch noch an den Abend im Park erinnert. Sie antwortet darauf seufzend, dass sie immer nur Männer anzieht, die vergeben sind. Sie sagt, dass Francine ihn liebt und dass das alles sei, was sie wissen müsse.
Mary wird in ihrer Firma befördert, der von ihrem Vater vermittelte Italiener macht einen Heiratsantrag, den sie annimmt. Steve ist inzwischen in Mary verliebt und nachdem er sich mit Francine zusammen entschieden hat die Hochzeit abzusagen, eilt er zu Marys Hochzeit, um sie zu verhindern. Es fällt die Frage um die möglichen Gründe, die gegen die Heirat sprechen; Marys Vater sagt, sie solle aus Liebe heiraten.
Am Ende tanzen Mary und Steve gemeinsam in einem Park und küssen sich.

## Kritiken

### Fremdsprachige Kritiken
James Berardinelli schrieb auf ReelViews, das Drehbuch wäre „schlecht geschrieben“, stellenweise sogar „absurd“ („inept“) und „peinlich“ („embarrassing“). Er schrieb weiterhin, lediglich der Anblick von Jennifer Lopez und Matthew McConaughey wäre der Grund, sich den Film anzuschauen.
Roger Ebert kritisierte in der Chicago Sun-Times vom 26. Januar 2001 die Handlung, vor allem die Szene des Kennenlernens von Mary Fiore und Steve Edison fand er „absurd“. Ebert lobte die Darstellung von Bridgette Wilson.

### Deutschsprachige Kritiken
Johannes Pietsch bezeichnete den Film auf www.filmstarts.de als eine „Seifenblasenstory“ mit einigen „gelungenen“ Gags wie auch „peinlichen Plattheiten“.
Die Nürnberger Zeitung bezeichnete den Film in einer Kritik vom 5. Juli 2001 als einen „guten altmodischen Hollywoodspaß“.

## Auszeichnungen
Jennifer Lopez, Matthew McConaughey und der Film als Beste Komödie wurden im Jahr 2001 für den Teen Choice Award nominiert. Jennifer Lopez gewann 2002 den Kids’ Choice Award und wurde für die Goldene Himbeere nominiert.